# The Island on Bird Street (film)
The Island on Bird Street (în daneză Øen i Fuglegaden) este un film dramatic produs în 1997 în Danemarca, regizat de Søren Kragh-Jacobsen. Filmul este bazat pe romanul The Island on Bird Street al lui Uri Orlev.

## Rezumat
În timpul celui de-al Doilea Război Mondial, un băiat evreu încearcă să supraviețuiască în ruinele ghetoului din Varșovia.

## Distribuție
- Patrick Bergin: Stefan
- Jordan Kiziuk: Alex
- Jack Warden: Boruch
- James Bolam: doctorul Studjinsky
- Stefan Sauk: Goehler
- Simon Gregor: Henryk
- Lee Ross: Freddy
- Suzanna Hamilton: mama Stasyei
- Sian Nicola Liquorish: Stasya
- Michael Byrne: Bolek
- Heather Tobias: dna Studjinsky
- Leon Silver: dl Gryn
- Sue Jones-Davies: dna Gryn
- Nigel John Whitear: Yanek
- Misha Daniel King: Avrum
- Nicole Maria Hann: Tsyppora
- Marek Grabowski: Adam
- Phil-Alexander Szalek: Yossi
- Marcin Herman: Joseph
- Pawel Lauterbach: Benny
- Jacek Milczanowski: Yitzak
- Pawel Okonski: Richter
- Leon Niemczyk: Podulski
- Katazyna Suszyto: Miriam
- Juilta Wotoszynska: mama lui Benny

## Fișă tehnică
- Titlu: The Island on Bird Street
- Titlu original: Øen i Fuglegaden
- Regia: Søren Kragh-Jacobsen
- Scenariu: John Goldsmith și Tony Grisoni, bazat pe romanul lui Uri Orlev
- Muzică: Zbigniew Preisner
- Imagine: Ian Wilson
- Montaj: David Martin
- Producție: Rudy Cohen și Tivi Magnusson
- Companii de producție: April Productions, Connexion Film Productions, Danmarks Radio, M&M Productions și Moonstone Entertainment
- Distribuție: Eurozoom (Franța)
- Țări: Danemarca, Regatul Unit, Germania și Franța
- Gen: Dramă, război
- Durată: 107 minute

## Distincții
Filmul a fost prezentat în selecția oficială, în competiție, la Festivalul Internațional de Film de la Berlin din 1997.